# Teungoh Geunteut
Teungoh Geunteut is een bestuurslaag in het regentschap Aceh Besar van de provincie Atjeh, Indonesië. Teungoh Geunteut telt 321 inwoners (volkstelling 2010).